# ブッチ・キャシディのワイルド・バンチ

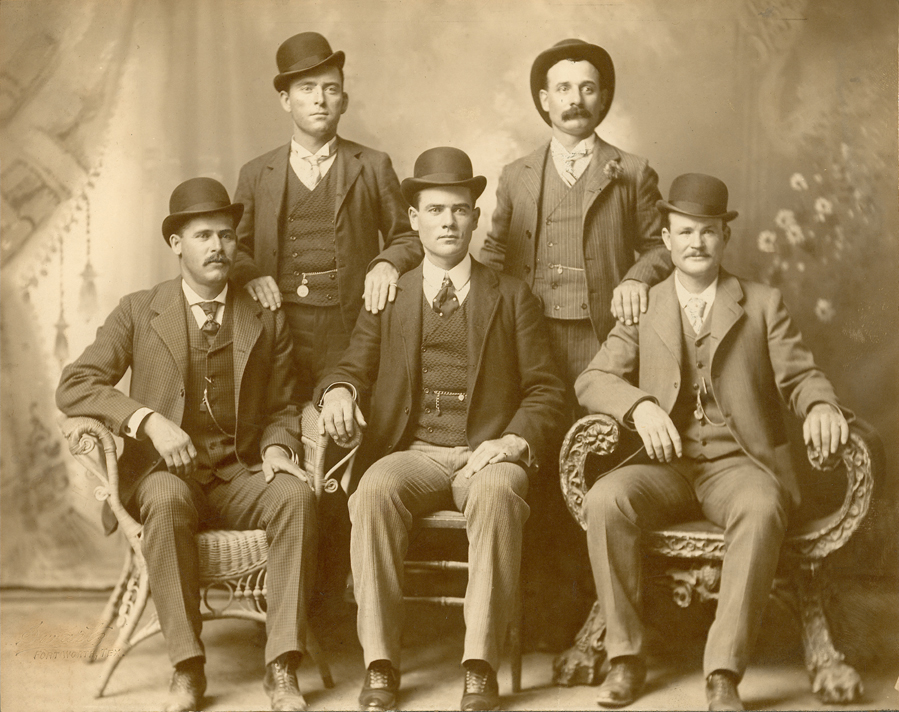
ワイルドバンチの面々。
前列左から
サンダンス・キッド、ベン・キルパトリック、ブッチ・キャシディ
後列左から
ウィリアム・カーヴァー、キッド・カーリー
（1901年テキサス州フォートワースにて）

ブッチ・キャシディのワイルドバンチ（Butch Cassidy's Wild Bunch）はアメリカ合衆国ワイオミング州ホールインザウォール（en:Hole-in-the-Wall）で雑然と結成された強盗団。名前は“ビル”ウィリアム・ドゥーリンが率いた強盗団ワイルドバンチ（後述）から取られた。

## メンバー
一味の主なメンバーは、以下の通り。
- “ブッチ・キャシディ”ロバート・ルロイ・パーカー（1866年 - 1908年。一味のリーダー）
- “エルジー”ウィリアム・エルスワース・レイ（en:Elzy Lay, 1868年 - 1934年）
- “サンダンス・キッド”ハリー・ロングボー（1867年 - 1908年）
- “ザ・トール・テキサン”ベン・キルパトリック（en:Ben Kilpatrick, 1877年 - 1912年）
- “ニュース”ウィリアム・カーヴァー（en:William Carver (Wild Bunch), 1868年 - 1901年）
- カミーラ・ハンクス（Camila Hanks, 1861年 - 1902年）
- ローラ・ブリオン（en:Laura Bullion, 1876年 - 1961年。男装の女性）
- “鼻ぺちゃ”ジョージ・サザーランド・カーリー（en:George Curry (Wild Bunch), 1864年 - 1900年）
- “キッド・カーリー”ハーヴェイ・ローガン（1867年 - 1904年）
- ボブ・ミークス（Bob Meeks）（1869年 - 1912年）

## 主張と実体
ブッチ・キャシディのワイルドバンチは、人殺しはしないよういつも努力していると主張し、キャシディは一度も人を殺したことがないことを自慢していた。しかし、この主張は虚偽であり、キッド・カーリー、ジョージ・カーリー、ウィリアム・カーヴァーなどのメンバーは、警官隊の追跡を受けている間、多くの人を殺した。キッド・カーリー1人で保安官と警察官、計9人を殺し、また2人の市民が銃撃戦の巻き添えになって死んだ。以後、キッド・カーリーはメンバーの中で最も恐れられるメンバーとなった。エルジー・レイも強盗の直後、2人の法執行官を殺したが、自らも負傷して逮捕され、服役した。ジョージ・カーリーは少なくとも2人の法執行官を殺し、その後ユタ州グランド・カントリーの法執行官に殺された。

## 関係者
一味は、無法者の姉妹、バセット・ガールズ（アン・バセットとジョシー・バセット）と親密な関係があった。姉妹はコロラド州ブラウンズ・パーク近郊の牧場で働き、頻繁に一味に活きの良い馬や牛肉を提供していた。姉妹は二人とも一味の数人と恋愛関係を持ち、時には「Robbers Roost」（泥棒の根城）と呼ばれる一味の隠れ家に同行することもあった。この姉妹のような地域の牧場労働者と関係を持つことで、馬や必需品の容易な再供給と1晩2晩の隠れ家を得ることができ、一味はかなりの機動力を持っていた。

## 歴史
1899年6月2日午前1時、キャシディ、キッド・カーリー、レイはワイオミング州ウィルコックスでユニオン・パシフィック鉄道の列車強盗に成功した。強盗をした時、一味は白いナプキンで覆面をしていたが、そのナプキンはおそらくハーヴェイ・ハウスでくすねたものであろうとされている。一味が盗んだ金額は30,000ドルから60,000ドルの間と言われる。その後一味は散り散りになるが、これは強盗をした後のいつもの策略であり、数人がニューメキシコ州に逃げた。1899年7月11日、そのニューメキシコ州フォルサム（en:Folsom, New Mexico）近郊で一味は列車強盗を働くが、そこにはキャシディはいなかった。保安官のエド・ファー（Ed Farr）率いる統率の取れた民兵隊（en:Posse comitatus (common law)#United States）による追跡の結果、ついに銃撃戦となり、保安官のファーと2人の保安官代理が殺される結果となった。一味のメンバー、サム・ケッチャム（Sam Ketchum）は負傷して拘留された末に死亡しており、エルジー・レイも負傷して逮捕された。レイはキャシディとともに最初にワイルド・バンチ一味を立ち上げた人物であり、キャシディの一番の親友であったとされている。
キャシディと他のメンバーはワイオミングで再結集した。1900年8月29日、キャシディ、ザ・サンダンス・キッド、キッド・カーリー、その他特定できないメンバー（ウィリアム・カーヴァーはいたと信じられている）は、ワイオミング州ティプトン（現en:Table Rock, Wyoming）で再びユニオン・パシフィック鉄道の列車強盗をした。9月19日には、ネバダ州ワイネマッカ（en:Winnemucca, Nevada）のファースト・ナショナル・バンク（First National Bank）に強盗に押し入り、32,640ドルを奪った。これらの事件や他の大金強盗で、ワイルドバンチはかなりの悪名と名声を広めることになった。

### ワイルドバンチの終焉
1901年、ブッチ・キャシディは、ザ・サンダンス・キッドとそのガールフレンドであるエッタ・プレース（en:Etta Place, 1878年頃 - 没年不明）を伴って、南アメリカに移住した。これは、ピンカートン探偵社や他の法執行官の追跡から逃れるため、常に移動を続けていたためだった。
同じ年の4月1日、ウィリアム・カーヴァーが法執行官に殺され、12月にはベン・キルパトリックとローラ・ブリオンがテネシー州で逮捕された。その後、キルパトリックは20年の刑を、ブリオンは5年の刑を受けている。
キッド・カーリーはテネシー州ノックスビルで逮捕から免れるために2人の法執行官を殺害、それからモンタナ州に行き、数年前自分の兄弟ジョニーを殺害した2人の牧場労働者を殺している。カーリーはテネシー州に戻ったところで捕まり、再び逃げおおせるも、1904年、コロラド州で法執行官との銃撃戦の最中に自殺した。
エルジー・レイは1906年に釈放され、ユタ州のバセット牧場をしばらく訪ねた後、カリフォルニア州に移り住むと、そこで尊敬される実業家になり、1934年にその地で亡くなった。
ベン・キルパトリックは1911年に釈放されたが、翌1912年、テキサス州で列車強盗の最中に殺されている。
ローラ・ブリオンは1905年に釈放されると、偽名を使って戦争未亡人のふりをしながら残りの人生を送り、1961年にテネシー州メンフィスで心臓病のため亡くなった。
伝えられるところでは、キャシディとザ・サンダンス・キッドは、1908年にボリビア騎兵との銃撃戦の中で殺されたとされているが、現在でも繰り返される説として、キャシディとザ・サンダンス・キッドは生き残って、アメリカ合衆国内で数年暮らし、サンダンスが死んだのは1936年だというものがある。また、エッタ・プレースは1909年にサンフランシスコで目撃されたのを最後にまったく行方が判らなくなっており、ユーニス・グレイ（en:Eunice Gray）という名前を使ってテキサス州フォートワースで売春宿やホテルを経営し、1962年に亡くなったという話が信じられている。

## 元祖ワイルドバンチ
オリジナルのワイルドバンチ（別名ドゥーリン＝ダルトン・ギャング（Doolin–Dalton Gang））は1893年に“ビル”ウィリアム・ドゥーリン（en:Bill Doolin, 1858年 - 1896年）によって結成され、インディアン準州に本拠地を置き、銀行強盗、店の強盗、列車強盗、法執行官殺人で、カンザス州、ミズーリ州、アーカンソー州、オクラホマ準州を恐れさせた。一味の着ていた長いダスターコートから、オクラホマ・ロングライダーズ（The Oklahoma Long Riders）と呼ばれることもあった。
ビル・ドゥーリンは昔ダルトン・ギャング（en:Dalton Gang）のメンバーだったり、カンザス州やチェロキー・アウトレット（en:Cherokee Outlet）でカウボーイをしていたりした。いくらかはロビン・フッドのイメージも持たれていた。多くの人に愛され、ドゥーリンとその一味は法の目をかいくぐり相当の援助を受けていた。他にメンバーには、“スローター・キッド”（Slaughter Kid）ことジョージ・ニューカム（en:George Newcomb (Outlaw)）、チャーリー・ピアース、“OI”オリバー・ヤンティス、“ビル”ウィリアム・マリオン・ダルトン、“タルサ・ジャック”ウィリアム・ブレイク、“ダイナマイト・ディック”ダン・クリフトン（en:Dan Clifton）、“アーカンサス・トム”・ジョーンズ、“レッド・バック”ジョージ・ワイトマン、“ビッグ・ディック”リチャード・ウエスト、“リトル・ビル”ウィリアム・F・ライドラーがいた。
1896年8月24日、ドゥーリンは保安官ヘック・トーマスによって射殺され、1898年の終わりまでには残りのメンバーも殺されるか、死ぬかした。
イーグルスの1973年のアルバム『ならず者』に収録されている「ドゥーリン・ドルトン」は、この一味からインスパイアされて作られた曲である。

### ドゥーリン・ダルトン・ギャング
- McRill, Leslie. "Old Ingalls: The Story of a Town That Will Not Die", Chronicles of Oklahoma 36:4 (October 1958) 429-445 (accessed March 18, 2007)
- Shirley, Glenn. Gunfight at Ingalls: Death of an Outlaw Town. Stillwater, Oklahoma: Barbed Wire Press, 1990. ISBN 0-935269-06-1
- Wellman, Paul I. A Dynasty of Western Outlaws.